# Guz Khan
Ghulam Khan (Small Heath, 24 de enero de 1986), más conocido como Guz Khan, es un actor y humorista británico, reconocido por su trabajo en el seriado Man Like Mobeen, en el filme Army o Thieves y por sus apariciones como comediante en el especial para televisión Live at the Apollo.

## Biografía

### Primeros años
Khan es el menor de tres hermanos. Su padre murió cuando él tenía tres años. De ascendencia musulmana pakistaní y panyabí, creció en una urbanización de Hillfields, en Coventry, y asistió a la Stoke Park School. Se graduó en la Universidad de Coventry y enseñó durante un tiempo la materia de Humanidades en la Academia Grace. En el podcast de comedia de la BBC Things My Mother Never Told Me (... About Lockdown) de Sindhu Vee en 2020, Khan habla de cómo se crio en una comunidad del sur de Asia y de su relación con su madre.

### Carrera
Subió su primer vídeo de comedia a Facebook en 2014. En junio de ese año, actuó por primera vez en un escenario, como acto de apertura para Aamer Rahman en el Birmingham Repertory Theatre. Un año después realizó el cortometraje Roadman Ramadan como parte de la serie British Muslim Comedy, compuesta por cinco cortometrajes de comediantes musulmanes publicados en BBC iPlayer. El sketch de Khan consistía en una guía sobre el Ramadán. En julio de ese año dejó su trabajo como profesor de escuela para dedicarse a la comedia después de que sus clips de YouTube se hicieran virales. En noviembre apareció en un episodio de la serie web Corner Shop Show.
En febrero de 2017 interpretó el papel de Rocky en la película de comedia romántica Finding Fatimah. A continuación apareció en el filme Borderline, y en un episodio emitido el 31 de diciembre de la popular serie de comedia Live at the Apollo. Ese mismo mes, la BBC emitió los primeros episodios de su propia serie Man Like Mobeen, la cual fue renovada en 2019 y 2020.
En 2019 apareció junto a Idris Elba en la serie de comedia de Netflix Turn Up Charlie, que se estrenó el 15 de marzo. Un año después actuó en Four Weddings And a Funeral, una miniserie creada por Mindy Kaling basada en la película del mismo nombre. En 2021 interpretó el papel del ladrón Rolph en el largometraje Army of Thieves.

## Filmografía

### Cine
| Año  | Título              | Papel      | Notas |
| ---- | ------------------- | ---------- | ----- |
| 2017 | Finding Fatimah     | Rocky      |       |
| 2018 | Walk Like a Panther | Terry Khan |       |
| 2021 | Army of Thieves     | Rolph      |       |

### Televisión
| Año           | Título          | Papel      | Notas           |
| ------------- | --------------- | ---------- | --------------- |
| 2016          | Doctors         | Guzzy Bear | 1 episodio      |
| 2016          | Dropperz        | Big Gib    | 1 episodio      |
| 2017          | Loaded          | Tech Head  | 1 episodio      |
| 2016–2017     | Borderline      | Mo Khan    | 10 episodios    |
| 2016–2017     | Zapped          | Skylark    | 7 episodios     |
| 2017–presente | Man Like Mobeen | Mobeen     | También creador |
| 2018          | Bounty          | Waseem     | Telefilme       |
| 2019          | Turn Up Charlie | Del        | 6 episodios     |